# Yelle
Yelle, är det artistnamn som den franska sångerskan Julie Budet (född 17 januari 1983) använder sig av. Yelle slog igenom på Myspace under 2006. Singeln "Je veux te voir" spelades sedan mycket på SR P3 under våren 2007. Singeln är skriven som ett svar på sexistiska raptexter. 2006 släppte hon sitt debutalbum Pop Up!. Yelle var med och designade en tröja för Fashion against AIDS med H&M.

## Diskografi

### Studioalbum
- 2007 - Pop Up
- 2011 - Safari Disco Club
- 2014 - Complètement fou[2]
- 2020 - L'ère du Verseau

### EP
- 2008 - iTunes Festival: London 2008

### Singlar
- 2006 - "Je veux te voir"
- 2007 - "A cause des garçons"
- 2007 - "Parle à ma main" (med Fatal Bazooka)
- 2008 - "Ce jeu"
- 2010 - "Cooler couleur" (med Crookers)
- 2011 - "Safari Disco Club"
- 2011 - "Que veux-tu"
- 2011 - "Comme un enfant"
- 2013 - "L'amour parfait"
- 2014 - "Bouquet final"
- 2014 - "Complètement fou"
- 2015 - "Ba$$in"
- 2016 - "In million"
- 2016 - "Ici & Maintenant"
- 2017 - "Interpassion"
- 2017 - "Romeo"
- 2018 - "OMG!!!"
- 2020 - "Je t'aime encore"
- 2020 - "Karaté"